# Salix kazbekensis
Salix kazbekensis är en videväxtart som beskrevs av A. Skvorts.. Salix kazbekensis ingår i släktet viden, och familjen videväxter. Inga underarter finns listade i Catalogue of Life.